# Ordtrachia australis
Ordtrachia australis är en snäckart som beskrevs av Alan Solem 1984. Ordtrachia australis ingår i släktet Ordtrachia och familjen Camaenidae. IUCN kategoriserar arten globalt som nära hotad. Inga underarter finns listade i Catalogue of Life.